# Homaloplasis aprica
Homaloplasis aprica är en insektsart som beskrevs av Melichar 1906. Homaloplasis aprica ingår i släktet Homaloplasis och familjen Caliscelidae. Inga underarter finns listade i Catalogue of Life.